# Thlypopsis ornata
Thlypopsis ornata là một loài chim trong họ Thraupidae.